# Центральна міська бібліотека імені В. Г. Короленка (Маріуполь)
Центральна міська публічна бібліотека імені В. Г. Короленка — офіційна назва найбільшої бібліотеки в місті Маріуполь.

## Історія
Міську бібліотеку відкрили у січні 1904 року. У січні 2014 року бібліотека відсвяткувала 110-річчя з року заснування. Проте найстаріша публічна бібліотека-читальня міста відкрита ще 1898 року.
Відкриттю бібліотеки посприяли письменник Олександр Серафимович (1863—1949), що мешкав і працював в місті, та благодійник Микола Олександрович Рубакін. Первісно бібліотеку розмістили на тодішній Олександрівській площі (нині Театральний сквер) в маленькому пристосованому приміщенні. Первісний фонд був скромним і не перебільшував 10 000. Первісне приміщення бібліотеки не збережене.

## За часів СРСР

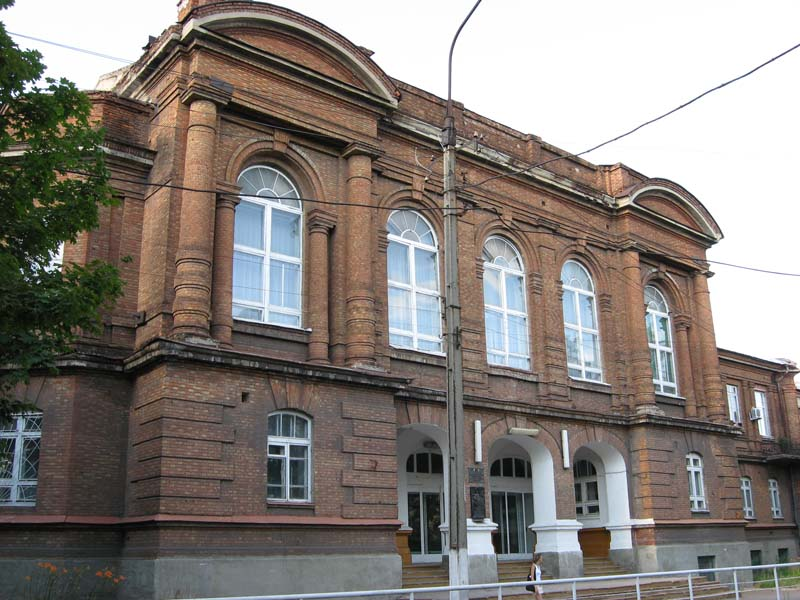
Колишня Олександрівська чоловіча гімназія, нині Індустріальний коледж, фото 2007 р.

Громадянська війна та зміна влади ніяк не відбились на покращенні стану бібліотеки. 1923 року до її назви додали «імені В. Г. Короленка». Лише в 1930-ті роки бібліотеку переводять у нове і знову пристосоване приміщення на вул. Першотравневій, буд. 56 (нині повернуто історичну назву вул. Георгіївська). Радянська влада провела масову кампанію з ліквідації неписьменності, але обмежила доступ до багатьох іноземних видань і надто посилили цензурні обмеження та ідеологічну обробку громадян радянської імперії. цензурні обмеження стосувались навіть класиків російської літератури на кшталт Максима Горького та Лева Толстого. Так, остання стаття Л. Толстого «О соціалізмі» була надрукована лише один раз 1936 р. в академічному виданні і надзвичайно малим накладом. Полемічно-загострені і філософські статті письменника взагалі не пропускала в друк радянська цензура майже сімдесят років.
Велетенськими накладами друкують комуністичну пропагандистську літературу, котра і надходить до радянських провінційних бібліотек. Саме цим можна пояснити збільшення бібліотечних фондів міської бібліотеки до 100 000.
Більш укомплектованою в місті була бібліотека колишньої Олександрівської гімназії, котра мала і власний невеликий музей. Бібліотеку гімназії після її ліквідації передали у фонди краєзнавчого музею, що зробило її практично недоступною для широких верств.

## За часів війни 1941—1945 рр
1941 року Маріуполь потрапив до тимчасово окупованих територій німецько-фашистськими загарбниками. Комуністичну літературу загарбники знищили, а у фонди міської бібліотеки повернули доцензурні видання російських письменників.

## Повоєнний період
Під час відступу з міста німецькі загарбники розіслали вояків із смолоскипами та підпалили більшість житлових споруд історичної частини міста. Маріуполь палав і втрачав забудову. Міська бібліотека в черговий раз вимушено міняє розташування. Відтепер її адреса з грудня 1943 року — вул. Грецька, 13. Пристосоване приміщення погано опалювалось і взимку на столі бібліотекарів замерзали чорнила. Тим не менше бібліотека запрацювала. Фонд бібліотеки складався із книг, повернутих краєзнавчим музеєм і частково подарованих мешканцями міста. Після пожежі в 1959 році бібліотеку ім. В. Г. Короленка в черговий раз переводять в нове приміщення на проспект Республіки (нині пр. Мира, 45).

## Перше постійне приміщення
Якщо місто не було обласним центром, за часів СРСР важко було міськраді пробити рішення на побудову спеціалізованого приміщення бібліотеки та знайти для будівництва кошти. Під час розбудови і подовження центральної магістралі Маріуполя на захід у 1970-ті рр. за головпоштамтом було вибудовано декілька двоповерхових приміщень різного призначення, одне із яких і віддадуть під постійний корпус міської бібліотеки. В офіційних документах воно до останнього проходило за іншим призначенням.
Так з травня 1979 року міська бібліотека нарешті отримала постійне приміщення і відчинила свої двері за адресою пр. Мира, 93-б, де розташований її центральний корпус.
Наприкінці 2019 р відбулася трансформація центральної бібліотеки ім. В. Г. Короленка. Бібліотека розділилася на 2 корпуси за різними адресами розташування. В оновленій відремонтованій будівлі розмістилася перша в Донецькій області Цифрова бібліотека з однойменною назвою (пр. Миру 93б) та традиційна (книжковий фонд) бібліотека у старовинній будівлі по вул. Грецька, 43.

## Філії бібліотеки і реорганізації
З 1970-х рр. розпочався етап реорганізацій бібліотечної справи, не завжди сприятливих для бібліотек. Із запровадженням централізованого бібліотечного обслуговування (з 1976 р.) почався новий етап розвитку міської бібліотеки ім. В. Г. Короленка в місті Маріуполь. Так, були збільшені кошти на придбання літератури й устаткування, збільшили штат співробітників до 9 осіб. Надійшов наказ про створення нових відділів: комплектування та обробки літератури, методико-бібліографічний, патентно-технічної літератури тощо.
Бібліотека отримала дванадцять (12) філій. Штат бібліотеки збільшився до тридцяти (30) осіб.
Економічна і політична криза радянської влади відбилася в 1989 році значним урізанням державних коштів на утримання бібліотек і руйнацію налагодженої системи централізованого комплектування фондів. Бібліотека імені В. Г. Короленка була вимушена (як і десятки інших) шукати позабюджетні джерела фінансування. Тому проводиться робота із залучення благодійної допомоги на підтримку бібліотеки від мешканців міста, громадських організацій, представників місцевої влади. По розвалу СРСР 1991 року Маріуполь опиняється в новій державі і в капіталістичній формації. Бібліотека вимушено звертається про підтримку до благодійників та бізнес — структур.

## Міський літературний музей
1996 року очільники бібліотечного закладу спромоглися заснувати міський літературний музей. Провінційному Маріуполю мало пощастило бути відображеним в літературі 19 століття. Один з найперших публіцистичних нарисів про Маріуполь — твір Г. Титова. (Г. Титов «Письма из Екатеринослава», 1849 р.)
Про народження індустрії в місті сповістив і письменник Олександр Серафимович, котрий недовго мешкав в місті. (Очерк «Никополь». 1897 р. про маріупольський металургійний завод «Нікополь-Провіданс»). Але саме місто тоді ще мало чим могло привабити письменника.
Про Маріуполь згадали радянські письменники І. Ільф та Є. Петров. Книга «Золоте теля», надруковане 1928 року, сповістило про бабусю одного з авантюрних синів лейтенанта Шмідта, котра мешкала в провінційному Маріуполі.
У 20 ст. місто зусиллями комуністичного уряду перетворили на значний індустріальний центр та вичавили з навколишніх сіл тисячі дешевої робітничої сили. Місто було відображене в тисячах газетних звітів і статей, і лише згодом стане приводом для написання нарисів та віршів місцевих письменників і поетів, типова доля багатьох провінційних міст країни. Наприкінці 20 століття нарешті прийшов час осмислення історії міста та драматичних подій його історії місцевими авторами (Аркадій Проценко «Улицами старого Мариуполя», Сергій Буров «Мариуполь. Былое», Лев Яруцький «Мариупольские храмы», та «Мариупольская старина», обидві 1991 р. тощо).

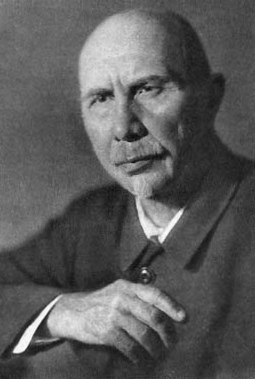
Серафимович Олександр Серафимович, фото 1910 р.
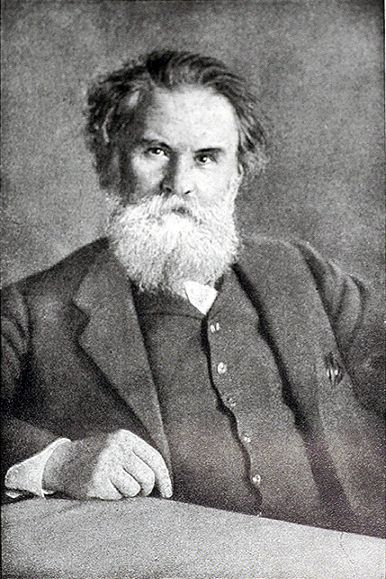
Короленко Володимир Галактіонович

На жаль, більшість експонатів музею — лише книги, подаровані авторами або читачами. За сприяння бібліотеки в музеї проводять презентації нових книг, творчі вечори, дні краєзнавства, вечори пам'яті маріупольських літераторів, тематичні екскурсії. Літературний музей потребує уваги і допомоги благодійників для придбання копій картин, графічних творів, скульптур малих форм для обладнання експозицій. Бібліотека буде вдячна за всіляку підтримку музею.

## Канадсько-український бібліотечний центр
Канадсько-український бібліотечний центр відкрито в травні 2002 року за сприяння канадського благодійного «Товариства друзів України». Базою обрано міську бібліотеку імені В. Г. Короленка. Він був одинадцятий за рахунком серед утворених на східних територіях Україні. Книжковий фонд канадсько-українського бібліотечного центру складають непідцензурні видання дорадянського періоду та видання, надруковані за межами СРСР. Перш за все це економічні, філологічні, історичні і мистецтвознавчі видання. В структурі бібліотеки вони не головують, а додають знання про процеси, що відбувались в українській діаспорі Канади і в світі впродовж XX ст.

## Бібліотека імені В.Г.Короленка в інформаційну добу
Нові технічні реалії прийшли в бібліотеку з 2000 року, тоді було створено відділ електронної інформації та організовано автоматизацію бібліотечних процесів. А 2001 р. було відкрито Інтернет-Центр. Опанування нових інформаційних технологій, Інтернет, створення власного сайту міської бібліотеки, локальної мережі надали можливість бібліотеці не тільки автоматизувати низку бібліотечних процесів, створити власні електронні документи, але й розширити кількість інформаційних послуг, наблизити користувача до фондів.
Для мешканців Маріуполя працюють дві електронні зали. Перша за адресою пр. Миру, 93-б, де можна скористатися електронними книжками, ноутбуками та планшетами. Друга по вул. Грецькій, 43. Бібліотека — одне з небагатьох місць в Маріуполі, де користувачі можуть отримати різноманітні послуги і допомогу в багатьох питаннях безкоштовно. На базі ЦМПБ ім. В. Г. Короленка по вул. Грецькій, 43 співробітники інтернет-центру продовжують навчання користувачів інструментам є-урядування. Отримання ЕЦП, довідок про доходи, реєстрація на медичному порталі і запис до лікаря, реєстрація в особисті кабінети комунальних служб і оплата комунальних послуг, онлайн-спілкування з пенсійним фондом і багато іншого.

## Сучасна адреса
Електронна бібліотека
Пр. Миру, 93-б
М. Маріуполь
87500 Україна
Традиційна бібліотека
Вул. Грецька, 43

## Години роботи (на 2020р.)
- Години роботи електронної бібліотеки: 9:30—18:00
- Вихідні дні — неділя, понеділок
- Останній четвер місяця — санітарний день
- Години роботи традиційної бібліотеки: 9:30—18:00
- Вихідні дні — субота, неділя
- Останній четвер місяця — санітарний день